# فرودگاه بوکوبا
فرودگاه بوکوبا یک فرودگاه در شهر بوکوبا در کشور تانزانیا می‌باشد.
(یاتا: BKZ، ایکائو: HTBU)